# Stormens Datter
Stormens Datter (originaltitel The Storm Daughter) er en amerikansk stumfilm fra 1924 instrueret af George Archainbaud.

## Medvirkende
- Priscilla Dean som Kate Masterson
- Tom Santschi som 'Brute' Morgan
- William B. Davidson som Rennert
- J. Farrell MacDonald som Con Mullaney
- Cyril Chadwick
- Bert Roach som Olaf Swensen
- Alfred Fisher som Hoskins